# Pachyparnus gressitti
Pachyparnus gressitti är en skalbaggsart som först beskrevs av Hinton 1936.  Pachyparnus gressitti ingår i släktet Pachyparnus och familjen öronbaggar. Inga underarter finns listade i Catalogue of Life.